# August Schuberg (Offizier)
August Schuberg (* 19. März 1823 in Mannheim; † 14. Juni 1902 in Karlsruhe) war ein badischer Oberst und später preußischer Generalmajor.

## Leben

### Herkunft
Seine Eltern waren der badische Oberst und Kommandeur der Artillerie Georg Schuberg († 1859) und dessen Ehefrau Amalie, geborene Umrath († 1859).

### Werdegang
Schuberg besuchte das Lyzeum in Karlsruhe und trat nach seinem Abschluss am 1. April 1839 als Kanonier in die Artillerie-Brigade der Badischen Armee ein. Bis Ende Mai 1841 avancierte er zum Leutnant, wechselte Mitte Juli 1845 zur Ingenieur-Inspektion und wurde am 28. Oktober 1845 zum Oberleutnant befördert. Während der Niederschlagung der Badischen Revolution nahm er 1849 an der Belagerung von Rastatt teil. Am 20. Juli 1850 wurde er in das neuformierte Artillerie-Regiment versetzt und am 19. April 1854 mit Patent vom 22. März 1854 zum Hauptmann befördert. Daran schlossen sich ab dem 2. August 1854 Verwendungen als Vorstand der Munitionsanstalt und ab dem 20. November 1856 als Vorstand der Werkanstalten an. Am 18. Mai 1858 erfolgte seine Rückversetzung in das Artillerie-Regiment und im gleichen Jahr erhielt er das Ritterkreuz des Ordens vom Zähringer Löwen. Vom 7. November 1859 bis zum 2. August 1862 war er als Lehrer an der Höheren Offiziersschule in Karlsruhe und zugleich vom 13. Juni 1860 bis zum 31. Dezember 1863 auch als Vorstand der Militär-Baukommission in Kehl tätig. In dieser Zeit wurde er am 9. Mai 1862 zum Major befördert und als stimmführendes Mitglied in das Kriegsministerium versetzt. Ende Oktober 1862 stieg er zum Oberstleutnant und Adjutant des Kriegsministers Damian Ludwig auf. Am 27. April 1869 zum Oberst befördert, wurde er am 6. Januar 1871 Präses der Militär-Examinationskommission in Karlsruhe.
Nach dem Krieg gegen Frankreich wurde Schuberg durch die Militärkonvention am 15. Juli 1871 als Oberst in den Verbund der Preußischen Armee übernommen und dem Kriegsministerium mit den Gebührnissen eines Regimentskommandeurs aggregiert. Am 19. Dezember 1871 wurde er der 7. Artillerie-Brigade in Münster aggregiert und der Artilleriewerkstatt in Deutz zur Dienstleistung überwiesen. Am 23. Mai 1872 wurde er zur Vertretung des erkrankten Direktors der Artilleriewerkstatt nach Straßburg kommandiert und unter Belassung in diesem Kommando am 26. Oktober 1872 dem Westfälischen Fußartillerie-Regiment Nr. 7 aggregiert. Unter Stellung à la suite seines Regiments erfolgte am 15. April 1873 seine Ernennung zum Direktor der Artilleriewerkstatt. Anlässlich des Ordensfestes erhielt er im Januar 1875 den Roten Adlerorden III. Klasse mit Schleife. In Genehmigung seines Abschiedgesuches wurde Schuberg am 26. September 1875 mit dem Charakter als Generalmajor und mit Pension zur Disposition gestellt.
Nach seiner Verabschiedung verlieh ihm Großherzog Friedrich I. 1899 das Kommandeurkreuz I. Klasse des Ordens vom Zähringer Löwen. Er starb am 14. Juni 1902 in Karlsruhe.
Schuberg war ein begabter Artillerieoffizier, der englisch und französisch in Wort und Schrift beherrschte sowie italienisch und spanisch sprach. Da er sehr kurzsichtig war und erhielt er nie ein Feldkommando. Schuberg war auch Autor eines Handbuches für Artillerieoffiziere.

### Familie
Er war mit Christiane Lebrun verheiratet.

## Schriften
- Handbuch der Artillerie-Wissenschaft mit besonderer Rücksicht auf das Materielle der Großherzoglich Badeischen Artillerie. Verlag Malsch und Vogel, Karlsruhe 1856, (Digitalisat)